# Бранислав Ивановић
Бранислав Ивановић (Сремска Митровица, 22. фебруар 1984) бивши је српски фудбалер. Од 2012. до 2018. био је капитен репрезентације Србије. Дана 14. новембра 2017. одиграо је стоту утакмицу за репрезентацију Србије.

## Каријера

### Младост
Ивановић је почео своју каријеру у Срему, након чега је прешао у ОФК Београд 2003. године. Две и по сезоне је провео у Београду и одиграо је 55 првенствених утакмица, постигао пет голова и зарадио само четири жута картона.
У зимском прелазном року 2006. године, потписао је уговор са Локомотивом из Москве, коју је тада тренирао Славољуб Муслин. У првој сезони је одиграо 28 утакмица у шампионату и постигао два гола. Наредне сезоне је наступио на 26 утакмица, само једном је замењен и успео је да постигне три поготка.

### Челси
У јануару 2008. потписао је уговор са Челсијем, уз обештећење од 9,7 милиона фунти, које су исплаћене његовом бившем клубу што је био највећи трансфер у историји руског фудбала. Ивановић је потписао уговор на три и по године и задужио је дрес са бројем два. За њега су поред Челсија били заинтересовани Милан, Интер, Јувентус и Ајакс. До краја сезоне 2008/09. није добио прилику да игра. Тадашњи тренер, Аврам Грант је сматрао да Бане није довољно физички спреман јер се руско првенство завршило неколико месеци раније, па је Ивановић током тог периода био без такмичарских утакмица.
Током лета 2008. појавиле су се информације да би Ивановић могао да напусти клуб и пређе у Милан или Јувентус. Нови тренер Челсија, Луис Фелипе Сколари је одбио такву могућност јер је рачунао на Ивановића за наредну сезону. Тек након осам месеци по доласку на Стамфорд бриџ, Ивановић је одиграо свој први меч за Челси. Било је то 24. септембра 2008. на утакмици Карлинг купа против Портсмута. У Премијер лиги је дебитовао 5. октобра 2008. у победи Челсија од 2–0 над Астон Вилом. У јануару 2009. тренер Фиорентине показао је велико интересовање за Ивановића, да би те спекулације 27. јануара потврдио и Ивановићев менаџер, међутим Челси није желео да се одрекне Ивановића.
Тек након смене Сколарија и доласка Гуса Хидинка на место тренера, Ивановић је добио праву шансу. 26. новембра 2009. је уписао свој први наступ у Лиги шампиона, против Бордоа. На утакмици са Њукасл јунајтедом 4. априла 2009. је наступио за Челси у првенству након више од три месеца. У својој другој утакмици у Лиги шампиона, Ивановић је постигао свој први гол у дресу Челсија, постигао против Ливерпула на Енфилду, у четвртфиналу Лиге шампиона. Гол је постигао главом и донео је свом клубу почетну предност, а касније је на том мечу посигао још један гол главом и Челси је добио са 3–1. Свој први гол у Премијер лиги, Ивановић је постигао против Болтон вондерерса 31. октобра 2009. у победи Челсија од 2–0. Након сјајних партија у сезони 2009/10. Ивановић је био мета Реал Мадрида у зимском прелазном року. На крају сезоне је изабран у идеалну екипу Премијер лиге за сезону 2009/10.
Дана 30. октобра 2010. Ивановић је донео победу Челсију од 2–1, голом у 84. минуту, на гостовању против Блекберн роверса. Пет дана касније, Бане је постигао два поготка, у победи Челсија од 4–1 над Спартаком из Москве у Лиги шампиона. У фебруару 2011. Ивановић је продужио уговор са Челсијем до 2016. године. 14. март 2012. Ивановић је постигао гол у реваншу 1/8 финала Лиге Шампиона против Наполија. Челси је изгубио у првој утакмици са 3–1 у гостима, а у Лондону победио 4–1 после продужетака. Бане је у 105. минуту постигао један од најважнијих голова у сезони. Одиграо је оба меча у полуфиналу Лиге шампиона против Барселоне и помогао свом тиму да стигне до финала, али је пропустио финале због картона. Челси је у Минхену савладао Бајерн и освојио Лигу шампиона.
Дана 15. маја 2013. Ивановић је постигао одлучујући гол у судијској надокнади против Бенфике, у утакмици у којој је Челси савладао Бенфику са 2–1 и освојио Лигу Европе.
На крају сезоне 2014/15. је поново изабран у идеалну екипу Премијер лиге заједно са Немањом Матићем. Такође се у те сезоне нашао и у идеалној екипи Лиге Шампиона. Ивановић је те сезоне освојио Премијер лигу и Лига куп.
Доласком Антонија Контеа на клупу Челсија, Бане није играо како је тренер желео. Током јесени 2016. се спекулисало да би Бане могао да напусти Челси у зимском прелазном року.

### Зенит
Дана 1. фебруара 2017. Ивановић потписује уговор са Зенитом на две и по године. 16. фебруара Ивановић је дебитовао за Зенит у шеснаестини финала Лиге Европе против Андерлехта. Свој први гол у дресу Зенита постигао је 22. априла у победи од 2–0 над Уралом. До лета 2018. године носио је број 60, после чега је задужио дрес са бројем 6.

### Вест Бромич албион
Од 15. септембра 2020. године је званично члан енглеског премијерлигаша Вест Бромич албиона, потписао је уговор на годину дана. У мају 2021. године, истекао му је једногодишњи уговор након чега је и завршио професионалну каријеру.

## Репрезентација
За младу репрезентацију је дебитовао 15. децембра 2003. против Македоније у Охриду (4–1). Први погодак је постигао само два дана касније на истом месту и против истог противника (7–0).
Учествовао је на три Европска првенства до 21 године и освојио је две сребрне медаље. На Европском првенству 2005. у Немачкој је са репрезентацијом стигао до финала у којем су поражени од Италије. На Европском првенству 2006. у Португалији је одиграо четири утакмице и једном је био стрелац. Репрезентација је тада испала у полуфиналу, у утакмици коју је Украјина добила након извођења једанаестераца. На Европском првенству 2007. у Холандији је са репрезентацијом Србије стигао до финала у којем су поражени од Холандије. На том првенству је био капитен, а укупно је носио 12 пута капитенску траку на мечевима младе репрезентације. Ивановић је тада заједно са Дамиром Кахриманом, Александром Коларовим и Бошком Јанковићем био изабран у најбољи тим шампионата.
За сениорску репрезентацију Србије је дебитовао 8. јуна 2005. на пријатељској утакмици против Италије (1–1) у Торонту. У игру је тада ушао у 77. минуту уместо Марка Баше. Први гол у дресу репрезентације је постигао 12. септембра 2007. против Португалије у Лисабону. Гол је постигао након слободног ударца Дејана Станковића чиме је у 88. минуту поставио коначних 1–1. Без обзира то што углавном није играо за свој клуб, код селектора Радомира Антића је редовно играо у Квалификацијама за Светско првенство 2010. Бане је током тих квалификација три пута био стрелац.

### Голови за репрезентацију
| #   | Датум               | Место                  | Противник   | Гол | Резултат | Такмичење                                 |
| --- | ------------------- | ---------------------- | ----------- | --- | -------- | ----------------------------------------- |
| 1.  | 12. септембар 2007. | Лисабон, Португал      | Португалија | 1–1 | 1–1      | Квалификације за Европско првенство 2008. |
| 2.  | 10. септембар 2008. | Париз, Француска       | Француска   | 2–1 | 2–1      | Квалификације за Светско првенство 2010.  |
| 3.  | 11. октобар 2008.   | Београд, Србија        | Литванија   | 1–0 | 3–0      | Квалификације за Светско првенство 2010.  |
| 4.  | 28. март 2009.      | Констанца, Румунија    | Румунија    | 1–3 | 2–3      | Квалификације за Светско првенство 2010.  |
| 5.  | 7. октобар 2011.    | Београд, Србија        | Италија     | 1–1 | 1–1      | Квалификације за Европско првенство 2012. |
| 6.  | 28. фебруар 2012.   | Лимасол, Кипар         | Јерменија   | 0–2 | 0–2      | Пријатељска                               |
| 7.  | 11. септембар 2012. | Нови Сад, Србија       | Велс        | 5–1 | 6–1      | Квалификације за Светско првенство 2014.  |
| 8.  | 31. мај 2014.       | Бриџвју, САД           | Панама      | 1–0 | 1–1      | Пријатељска                               |
| 9.  | 7. јун 2015.        | Санкт Пелтен, Аустрија | Азербејџан  | 1–0 | 4–1      | Пријатељска                               |
| 10. | 7. јун 2015.        | Санкт Пелтен, Аустрија | Азербејџан  | 3–1 | 4–1      | Пријатељска                               |
| 11. | 31. мај 2016.       | Нови Сад, Србија       | Израел      | 1–0 | 3–1      | Пријатељска                               |
| 12. | 6. октобар 2016.    | Кишињев, Молдавија     | Молдавија   | 0–2 | 0–3      | Квалификације за Светско првенство 2018.  |
| 13. | 9. јун 2018.        | Грац, Аустрија         | Боливија    | 0–4 | 1–5      | Пријатељска                               |

## Трофеји

### Локомотива
- Куп Русије (1) : 2007.

### Челси
- Лига шампиона (1) : 2011/12.
- Лига Европе (1) : 2012/13.
- Премијер Лига (3) : 2009/10, 2014/15, 2016/17
- ФА куп (3) : 2009, 2010, 2012.
- Лига куп (1) : 2015.
- Комјунити шилд (1) : 2009.

### Зенит Санкт Петербург
- Првенство Русије (2) : 2018/19, 2019/20.
- Куп Русије (1) : 2019/20.